# Józef Macjon
Józef Marian Macjon (ur. 8 grudnia 1938 w Łodzi, zm. 13 kwietnia 2021) – polski filolog klasyczny, językoznawca, nauczyciel akademicki języków klasycznych, a także tłumacz z tych języków.

## Życiorys
Ukończył I Liceum Ogólnokształcące w Łodzi oraz filologię klasyczną na Uniwersytecie Łódzkim. Uzyskał stopień doktora na podstawie pracy pt. Wpływ sofistów na twórczość Izokratesa. Był związany zawodowo z Katedrą Filologii Klasycznej Uniwersytetu Łódzkiego jako wykładowca łaciny, greki i metryki aż do emerytury w 2004 r.  W latach 1983–2002 pełnił funkcję prezesa Oddziału Łódzkiego Polskiego Towarzystwa Filologicznego (następnie był uzyskał tytuł prezesa honorowego). Był związany z Klanem Ausran.

## Wybrane publikacje
- O twórczości satyrycznej Piotra Rojzjusza „Sprawozdania z Czynności i Posiedzeń Naukowych ŁTN” 35 (1971), z. 5, s. 1–6
- Ślady sofistycznej teorii względności dobra w pismach Izokratesa, „Meander” nr 3 (1980), s. 97–110
- Jeszcze jeden motyw antyczny w poezji Juliusza Słowackiego, „Meander” nr 1–2 (1989), s. 53–67.
- Obrona ucznia – z antycznych natchnień Juliusza Słowackiego, „Filomata” nr 415 (1993), cz. II, s. 179–196.
- Z badań nad homeryzmami „Potopu” Henryka Sienkiewicza, „Collectanea Philologica” nr 1 (1995), s. 103–110.
- „Naśladowanie” czcigodnego Tomasza a Kempis wobec dziedzictwa antyku, „Collectanea Philologica” nr 2 (1995), s. 183–188.
- O początku twórczości ausrańskiej, [in:] Tradycje indoeuropejskie w ruchu ausrańskim, red. I. R. Danka, Wydawnictwo Uniwersytetu Łódzkiego, Łódź 2000, S. 20–29.

## Wybrane prace przekładowe
- Hymn homerycki VI do Afrodyty i Hymn homerycki XXX do Ziemi Wszechmatki (Hymni Homerici: VI ad Venerem et XXX ad Tellurem Matrem Omnium) „Collectanea Philologica” nr 6 (2003), s. 9–12.
- Kasper Siemek, Civis bonus = Dobry obywatel, Warszawa : Narodowe Centrum Kultury ; [Łódź] : Centrum Myśli Polityczno-Prawnej im. Alexisa de Tocqueville'a, 2018

- Andrzej Maksymilian Fredro, Andreae Maximiliani Fredro Gestorum Populi Poloni sub Henrico Valesio, Polonorum postea verò Galliae Rege = Andrzeja Maksymiliana Fredry dzieje narodu polskiego za czasów Henryka Walezego, króla Polaków, potem zaś Francji, Warszawa : Narodowe Centruk Kultury : Wydawnictwo Sejmowe, 2019
- Kasper Siemek, Lacon=Lakon, Warszawa : Narodowe Centrum Kultury, 2021